# Stratocumulus

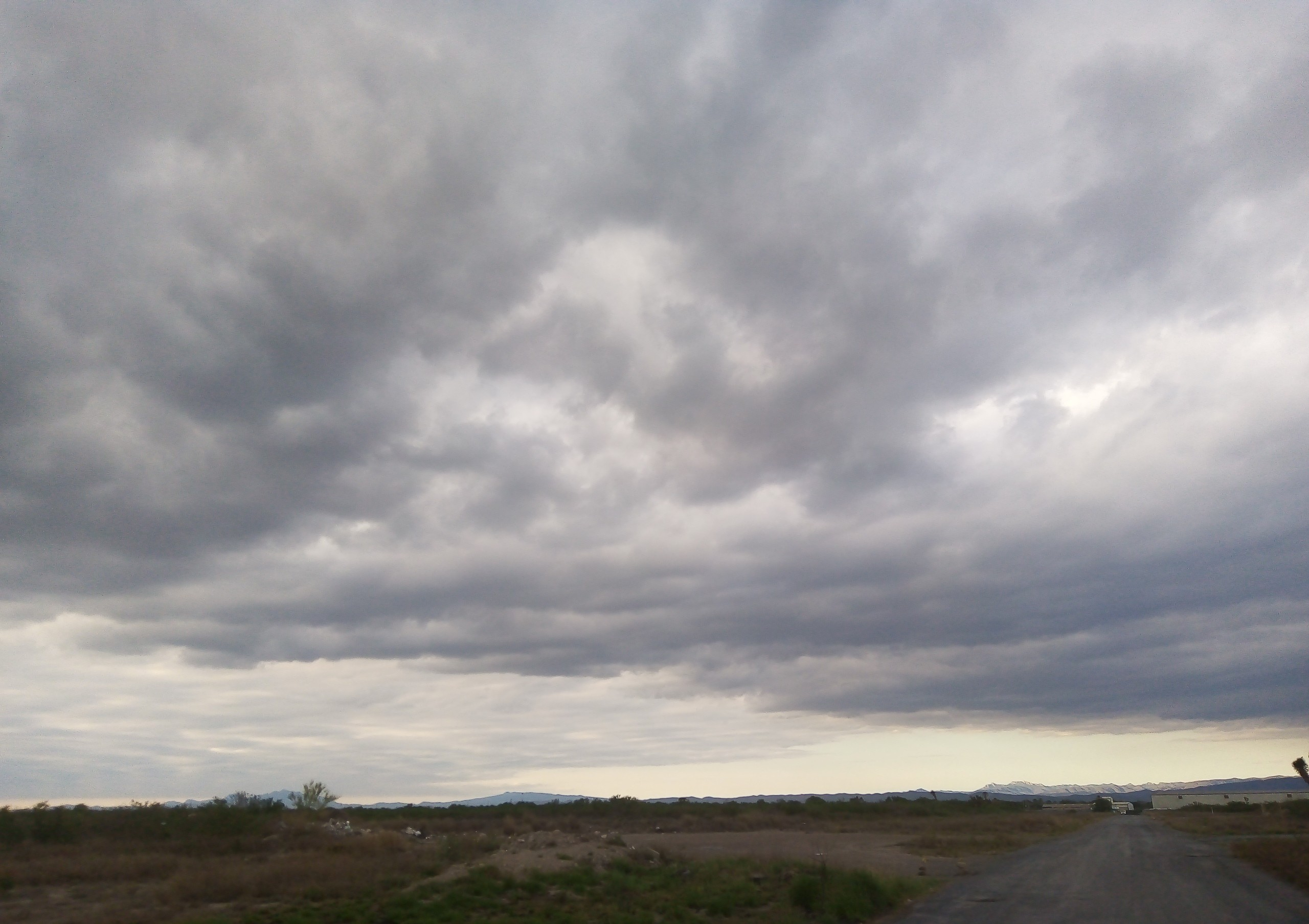
Stratocumulus

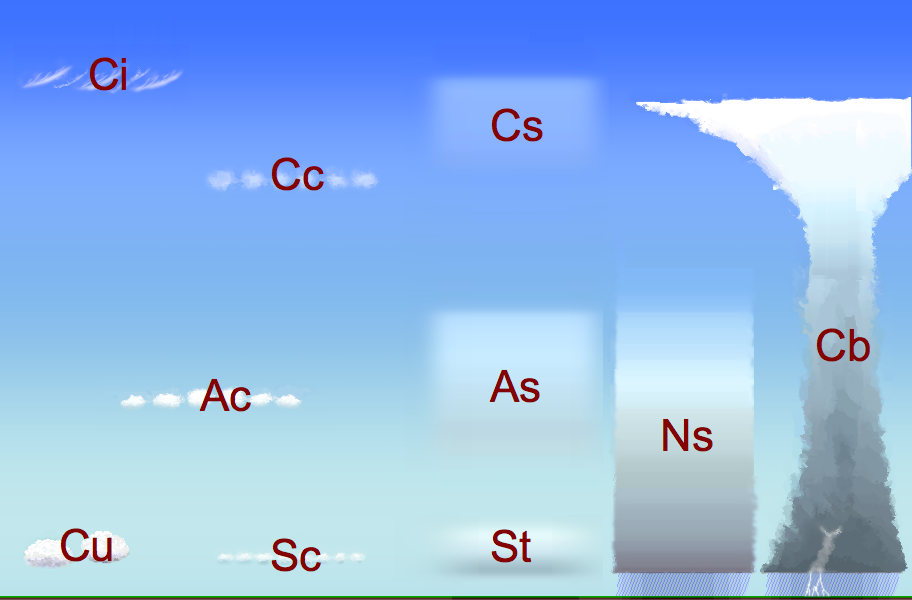
Mapa das nuvens. Nuvens Stratocumulus são abreviadas como SC

Estratos-cúmulo ou estratos-cúmulos (em latim: stratocumulus) são nuvens baixas (2000 m de altitude) com massas arredondadas e cilíndricas com o topo e a base relativamente planos (entremeadas de partes em que o céu é visível). Podem ser brancas ou acinzentadas, dependendo do tamanho das gotículas de água e da quantidade de luz solar que as atravessa. Quando em voo, há turbulência dentro da nuvem.
Formam-se em massas de ar com alguma instabilidade, quando a umidade é moderada e a temperatura é relativamente baixa, e podem eventualmente ser acompanhadas por alguma precipitação de fraca intensidade, com abertas. São formadas por mosaicos de bandas paralelas ou massas redondas, geralmente com mais de 5º de largura aparente. Os Stratocumulus correspondem a uma situação estável fora da nuvem (característica dos stratus) e instável dentro da mesma (característica dos cumulus). Formam-se por vezes à tardinha a partir de cumulus, quando o movimento convectivo para.

## Tipos
Tipos de nuvens Stratocumulus:
- Stratocumulus stratiformis
- Stratocumulus lenticularis
- Stratocumulus castellanus
- Stratocumulus translucidus
- Stratocumulus opacus
- Stratocumulus duplicatus
- Stratocumulus undulatus
- Stratocumulus radiatus
- Stratocumulus mammatus
- Stratocumulus virga
- Stratocumulus praecipitatio

## Fotos

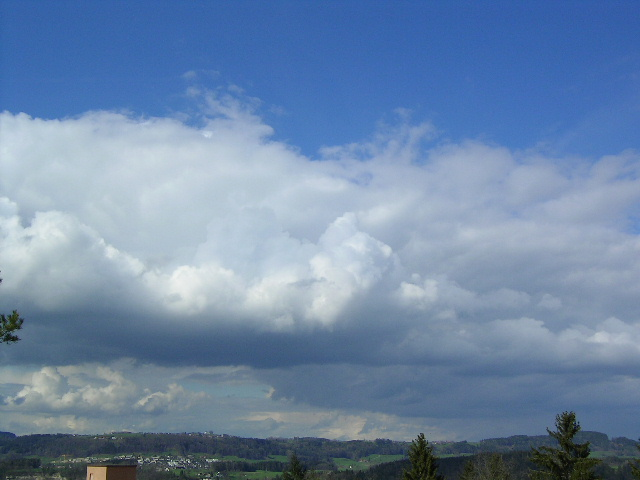
Stratocumulus cumulogenitus
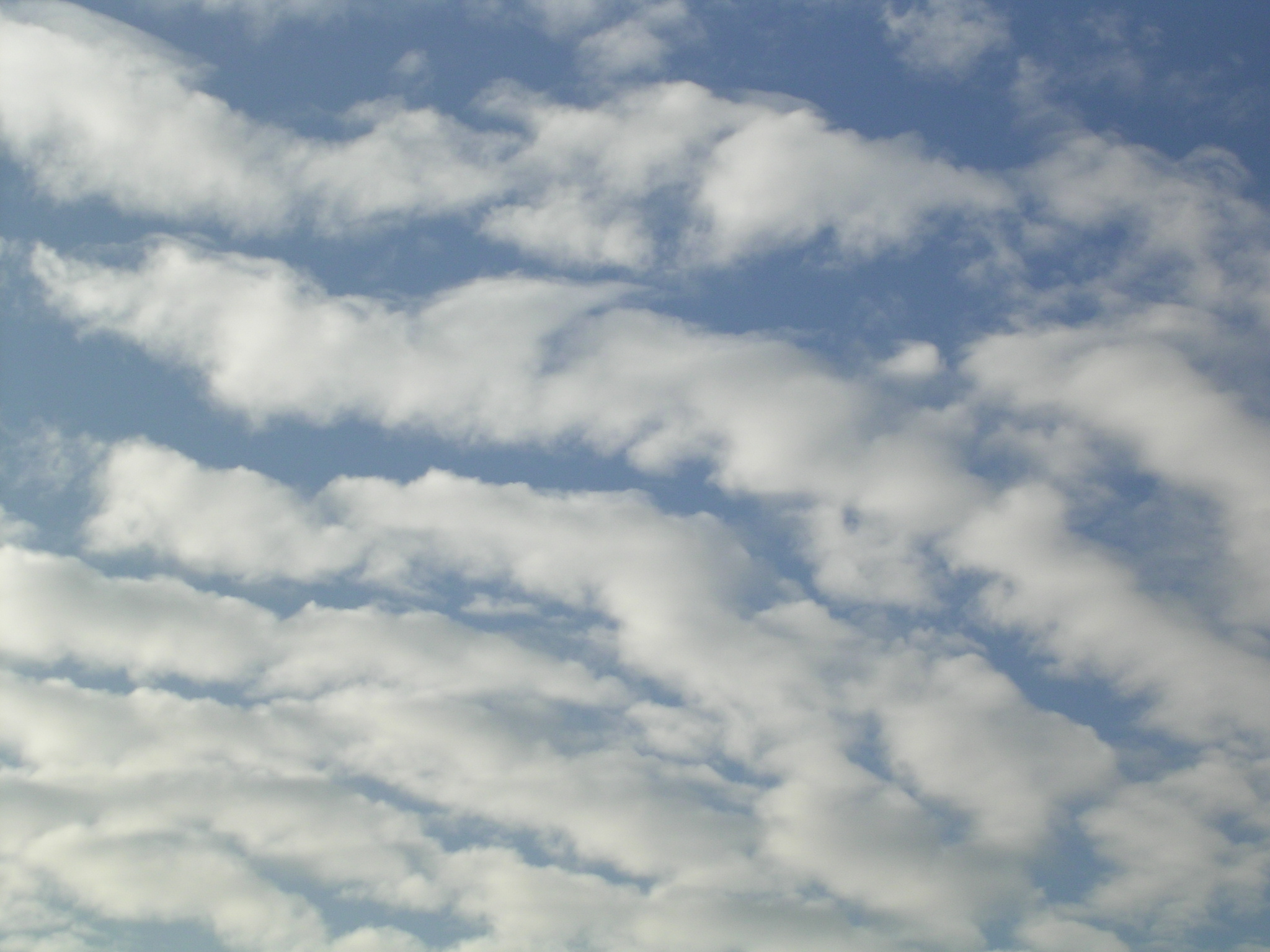
Stratocumulus lenticularis
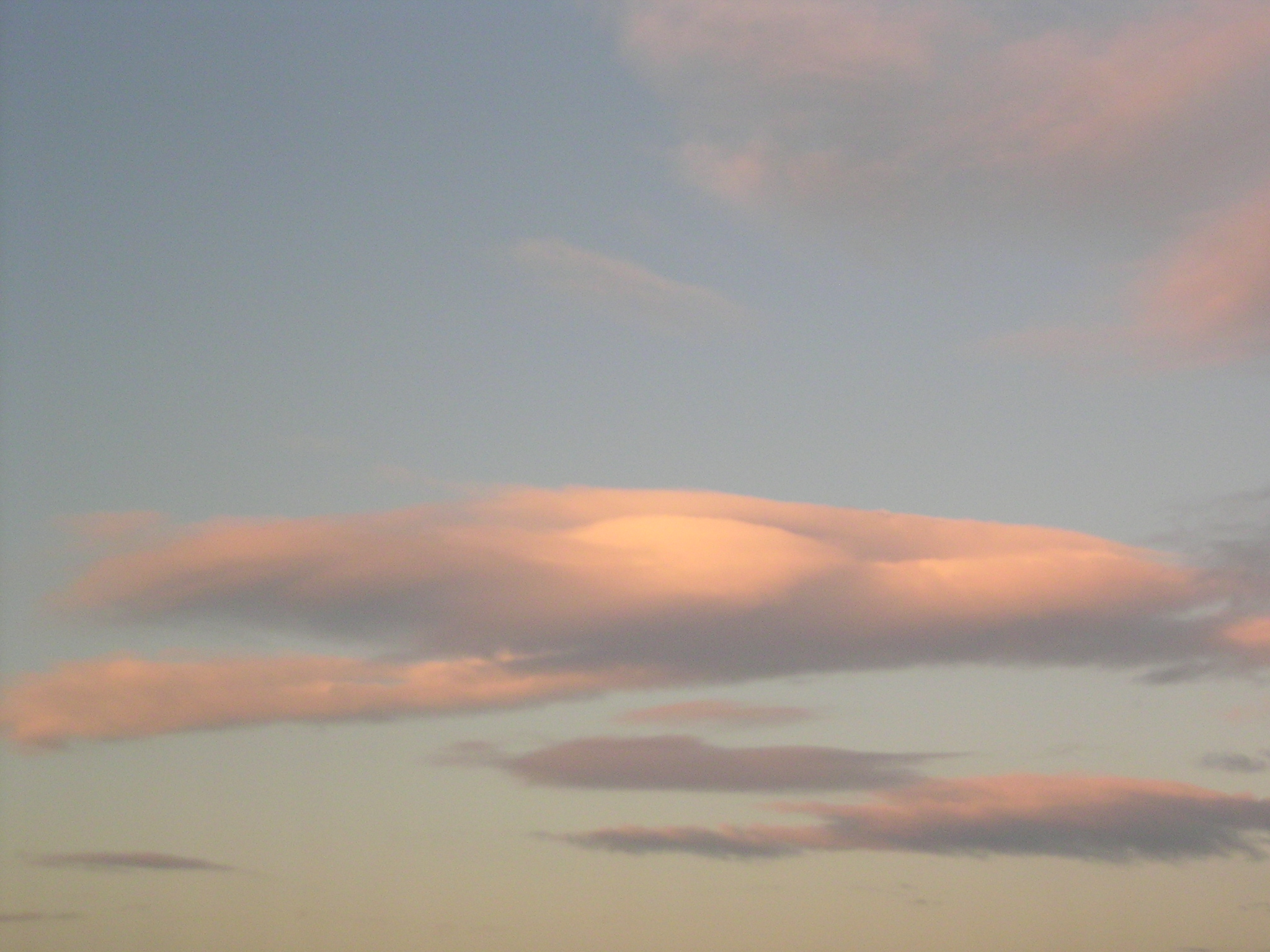
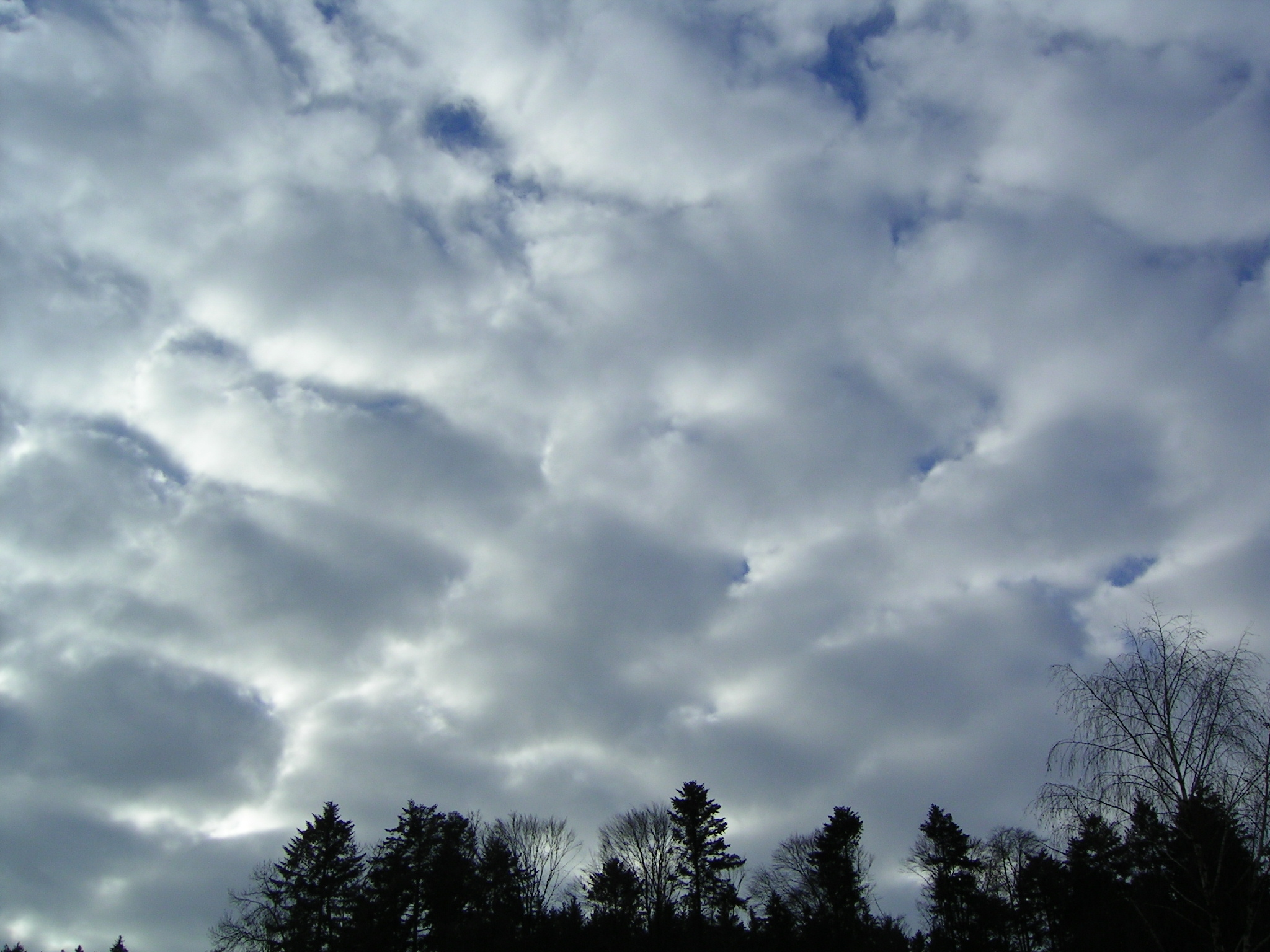
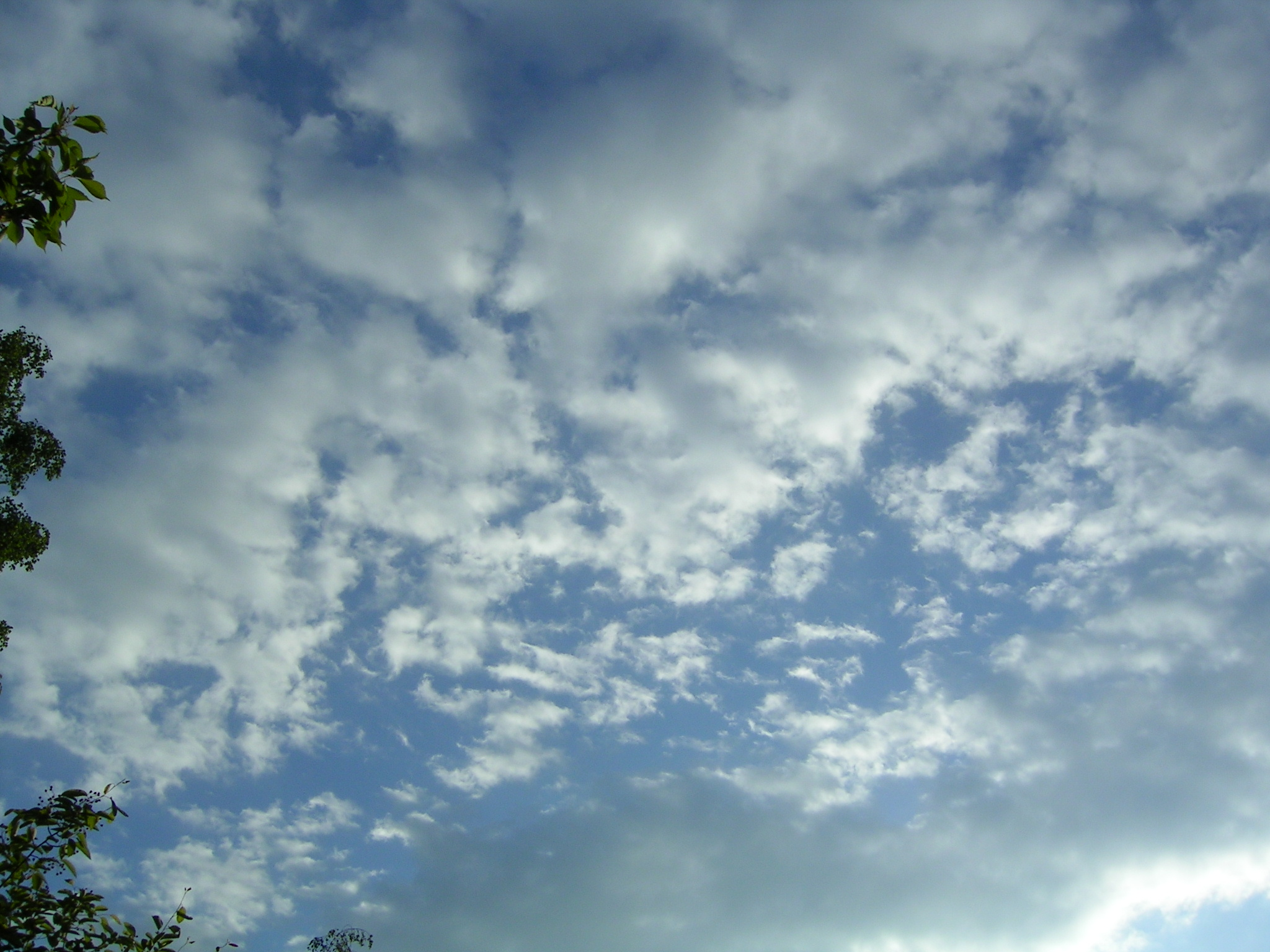
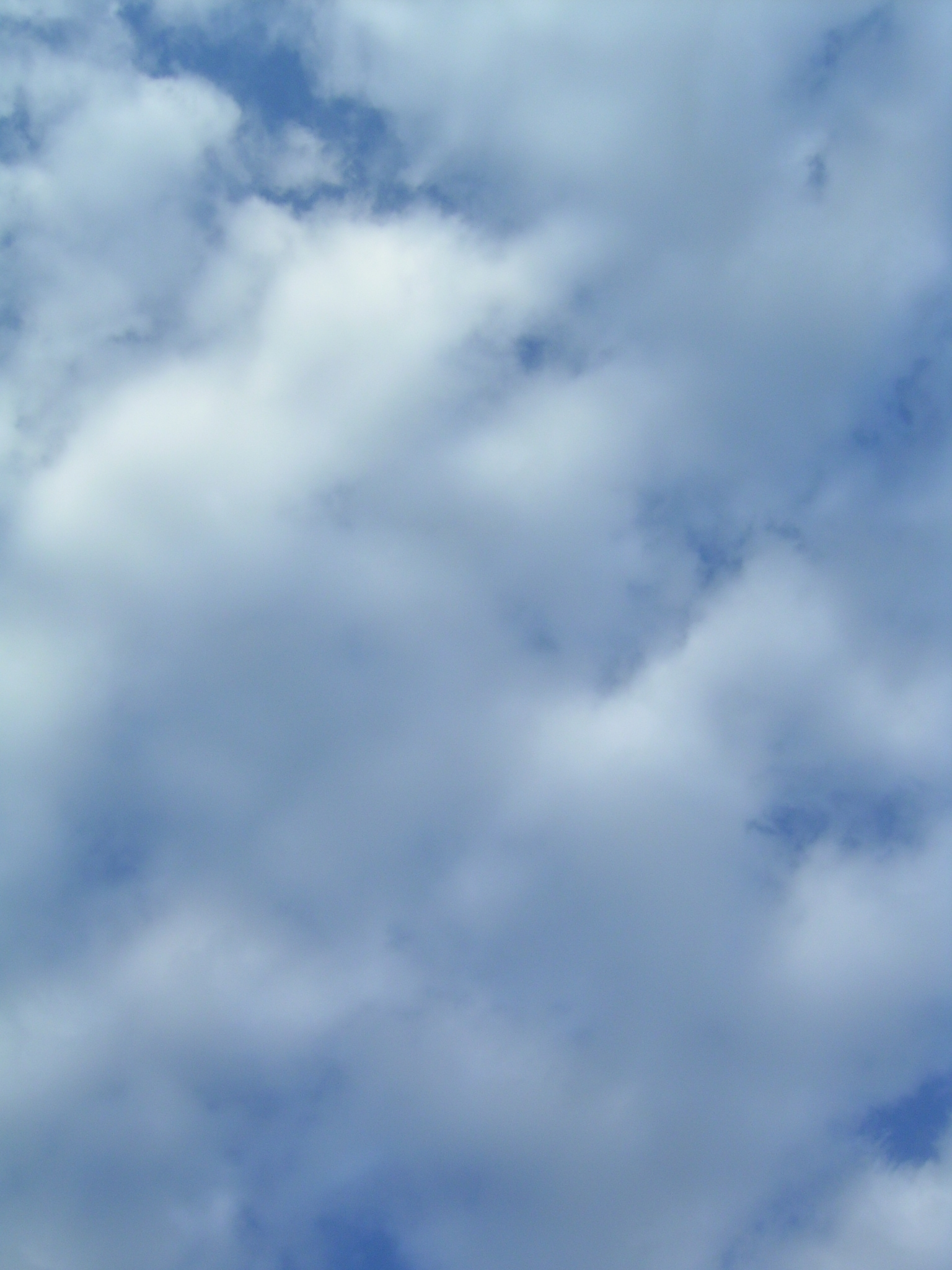
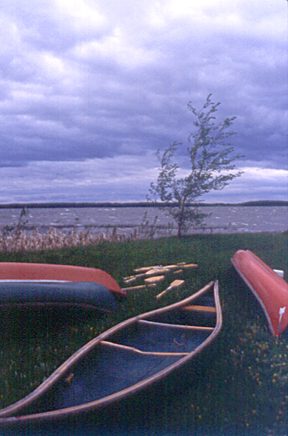
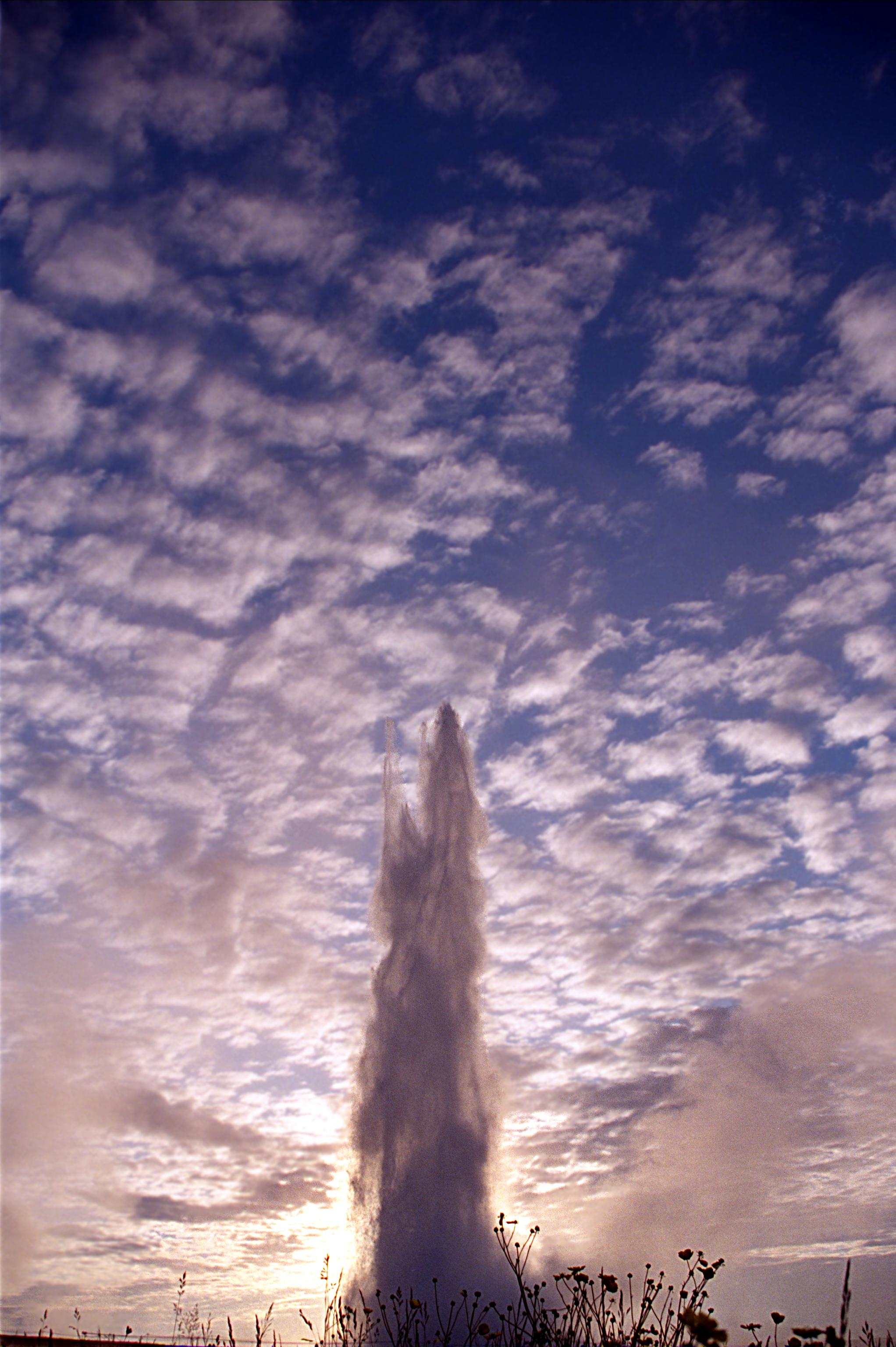
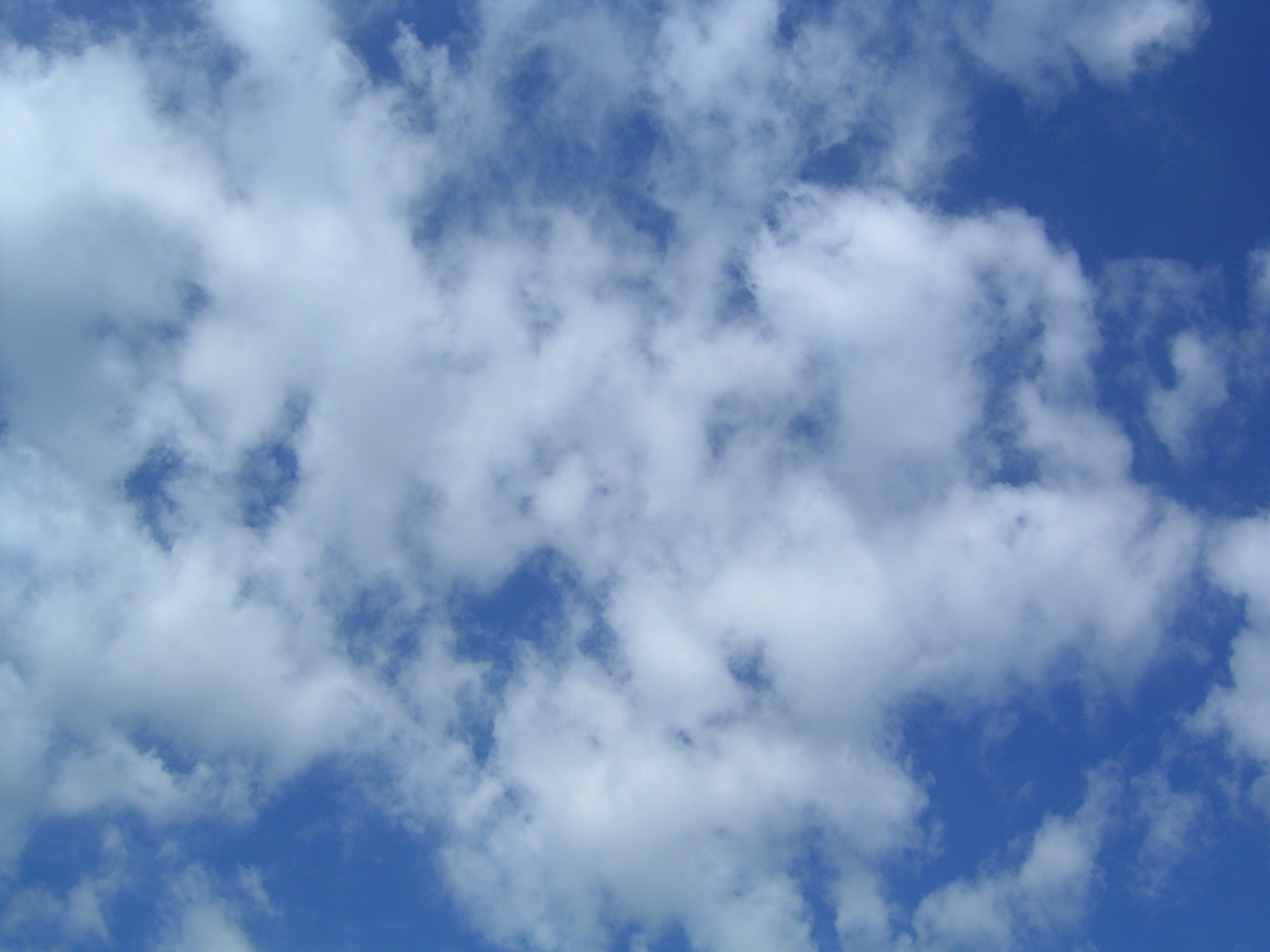